# Scabiosa japonica
Die Scabiosa japonica, auch Japanische Skabiose genannt, ist eine Pflanzenart aus der Gattung der Skabiosen (Scabiosa). Die Heimat liegt in Japan. Die Varietät Scabiosa japonica var. alpina (auch Japanische Berg-Skabiose genannt) wird gelegentlich mit einigen Sorten als Zierpflanze verwendet.

## Beschreibung

### Erscheinungsbild und Laubblatt
Scabiosa japonica ist eine zweijährige krautige Pflanze, die Wuchshöhen von 60 bis 90 Zentimeter erreicht. Sie besitzt eine unverzweigte, dicke Hauptwurzel. Die der locker verzweigte, im Querschnitt stielrunde Stängel ist mit nach unten gerichteten, flaumigen Haaren besetzt.
Auch die beiden Blattoberflächen sind leicht flaumig behaart, besonders am Rand sowie die Blattadern auf der Blattunterseite. Die gegenständig angeordneten Laubblätter sind papierartig. Die  6 bis 17 Zentimeter lange, im Umriss eiförmige bis länglich-lanzettliche Blattspreite ist zweifach gefiedert. Das Endblättchen variiert in der Form von lanzettlich bis eiförmig und endet stumpf bis spitz.

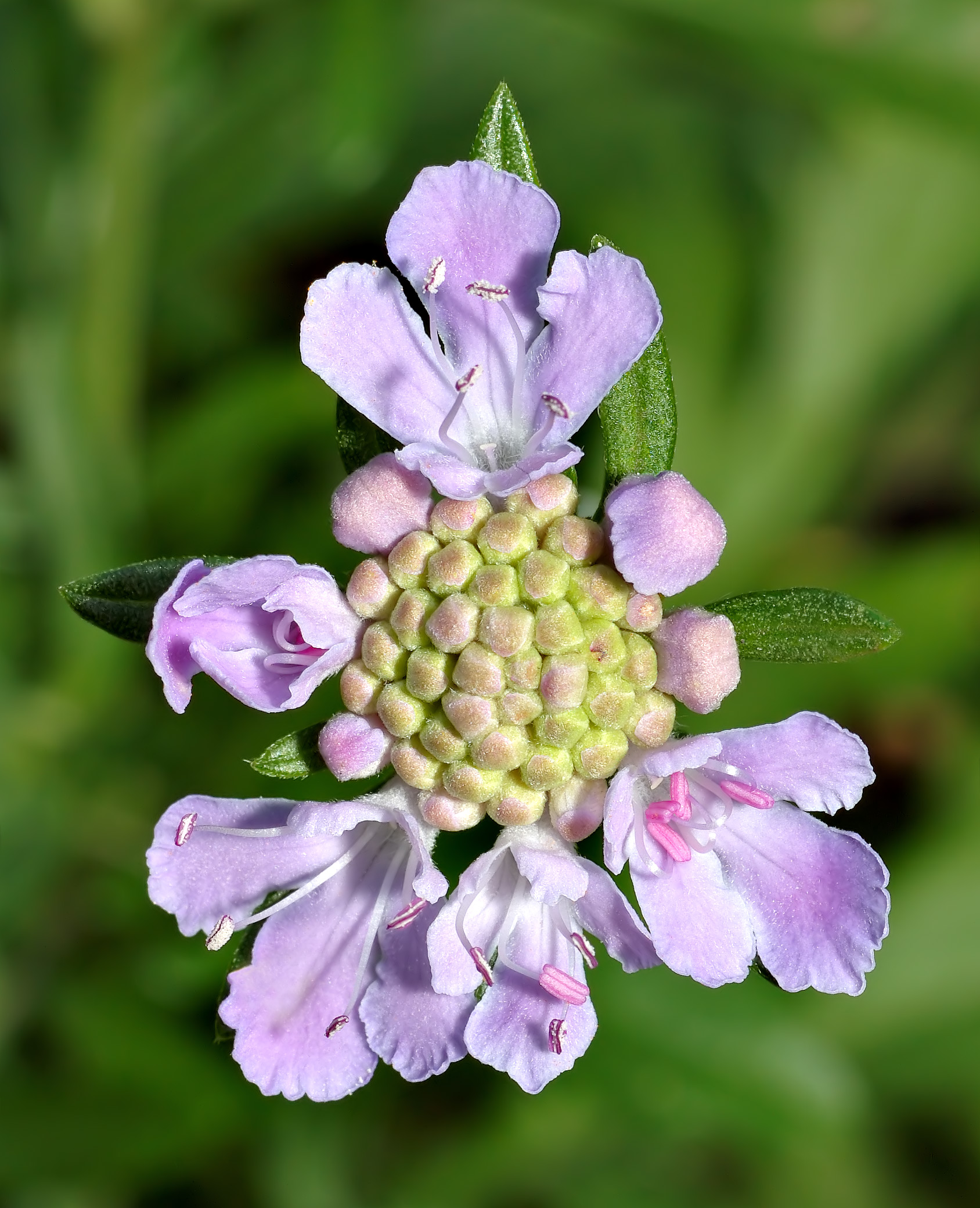
Blütenstand von oben, mit geöffneten Randblüten und knospigen Zentralblüten.

### Blüten-, Fruchtstand, Blüte und Frucht
Der auf einem langen Blütenstandsstiel stehende kopfige Blütenstand ist abgeflacht und misst 3 bis 4 Zentimeter im Durchmesser bis zu den Spitzen der Blüten, bei der Varietät Scabiosa japonica var. alpina bis 5 Zentimeter. Die flaumig behaarten Hüllblätter (Involukralblätter) sind 1 bis 1,8 Zentimeter lang und lineal-lanzettlich mit zugespitztem oberen Ende. Die dicht flaumig behaarten Spreublätter am Köpfchenboden sind 4 bis 5 Millimeter lang und verkehrt-lanzettlich mit spitzem oberen Ende. Der häutige Außenkelch ist etwa 3 Millimeter lang, glockenförmig und im oberen Drittel in zehn Zähne geteilt, die eiförmig sind mit mehr oder weniger spitzem oberen Ende.
Die zwittrigen Blüten sind zygomorph und fünfzählig. Die fünf winzig weich behaarten Kelchblätter sind tellerförmig verwachsen, wobei der Kelch einen Durchmesser von etwa 1 Millimeter besitzt und die dünnen und borstenförmigen Kelchzipfel etwa eine Länge von 2 bis 4 Millimeter aufweisen. Die fünf außen weich behaarten Kronblätter bilden eine zweilippige Krone, deren die Oberlippe tief zweilappig und deren Unterlippe dreilappig ist. Die Randblüten sind deutlich anders geformt als die Blüten in der Mitte des Blütenstandes. Bei den größeren Randblüten sind die Blütenkronen deutlich zweilippig und 1 bis 1,5 Zentimeter lang; die Kronzipfel der tief zweilappigen Oberlippe sind kreisförmig-eiförmig mit einer Länge von 3 bis 4 Millimeter, die Kronzipfel der tief dreilappigen Unterlippe sind länglich mit einer Länge von 7 bis 10 Millimeter. Die Krone der kleineren Zentralblüten ist nur schwach zweilippig und 5 bis 6 Millimeter lang mit breit eiförmigen, 1,5 bis 1,8 Millimeter langen Kronzipfeln, wobei die unteren drei etwas größer als die beiden oberen sind. Neben Exemplaren mit blauen bis violetten Blüten gibt auch solche mit weißen. Die vier Staubblätter ragen aus der Blütenkrone heraus. Scabiosa japonica blüht von August bis Oktober.
Bis zur Fruchtreife wölben sich die flachen Blütenstände zu kugeligen Fruchtständen mit einem Durchmesser von 1 bis 1,5 Zentimeter auf. Die einsamigen Schließfrüchte werden vom achtkantigen und dicht rau behaarten Außenkelch umschlossen, der verkehrt-eiförmig-ellipsoid und 3 bis 3,5 Millimeter lang ist.
Die Chromosomenzahl beträgt 2n = 16.

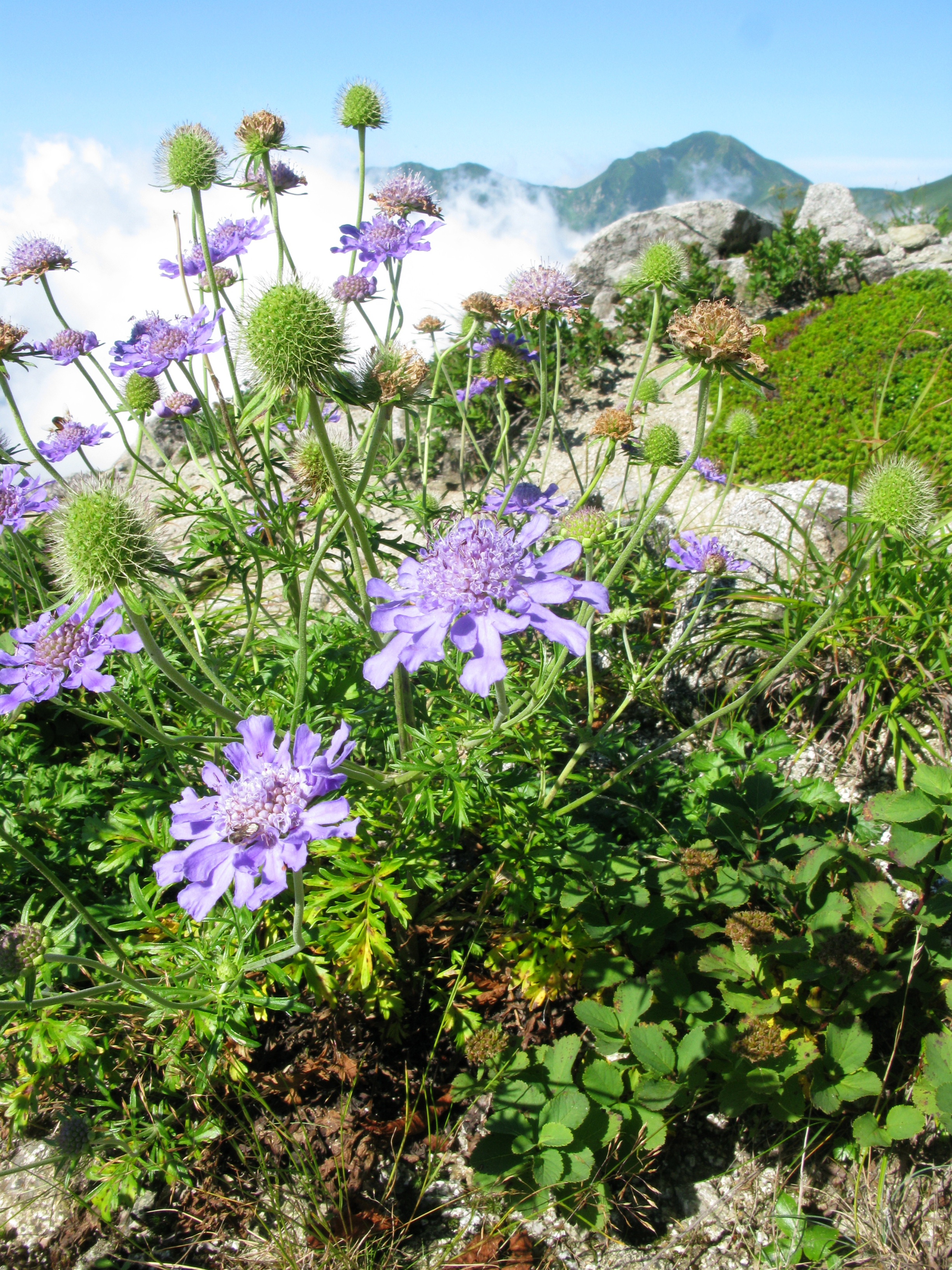
Habitus, Laubblätter, Blüten- und Fruchtstände von Scabiosa japonica var. alpina

## Vorkommen
Scabiosa japonica ist in Japan heimisch und kommt auf den Inseln Honshū, Shikoku und Kyushu vor. Sie wächst in Höhenlagen von 800 bis 2000 Meter, die Varietät Scabiosa japonica var. alpina noch darüber, von 1800 bis 2800 Meter. Auf Honshū wird eine Form Scabiosa japonica f. littoralis unterschieden, die am Meeresstrand vorkommt und mit 10 bis 20 Zentimeter Wuchshöhe deutlich kleiner bleibt. Scabiosa japonica kommt auf sonnigen Feldern, Wiesen und Berghängen vor. Sie benötigt feuchte, aber durchlässige, neutrale bis alkalische Böden.

## Taxonomie
Die Erstbeschreibung von Scabiosa japonica erfolgte 1867 durch Friedrich Anton Wilhelm Miquel.
Neben der Varietät Scabiosa japonica var. alpina Takeda wurden die beiden Formen Scabiosa japonica f. albiflora (Honda) Hara (mit weißen Blüten) und Scabiosa japonica f. littoralis Nakai beschrieben. Die Varietät  Scabiosa japonica var. acutiloba Hara, für die auch Vorkommen außerhalb Japans in Korea, Russland und China angegeben werden, wird von der Flora of China 2011 als Synonym von Scabiosa comosa angesehen. Synonyme für Scabiosa japonica Miq. sind Scabiosa comosa var. japonica (Miq.) Tatew., Scabiosa fischeri var. japonica (Miq.) Nakai, Scabiosa tschiliensis var. japonica (Miq.) Hurus.

## Verwendung
Scabiosa japonica var. alpina wird gelegentlich als Zierpflanze verwendet. Sie ist für Steingärten mit guter Wasserversorgung geeignet und kann sowohl in sonniger wie absonniger Lage gepflanzt werden.
Die Blätter können gegart gegessen werden. Es wird auch berichtet, dass die unterirdischen Pflanzenteile gegessen werden.